# Constantijn Johan Wolterbeek
Constantijn Johan Wolterbeek (Steenderen, 5 april 1766 – Den Haag, 23 mei 1845) was een Nederlands viceadmiraal en directeur-generaal van de Marine.

## Loopbaan

### Vroege loopbaan

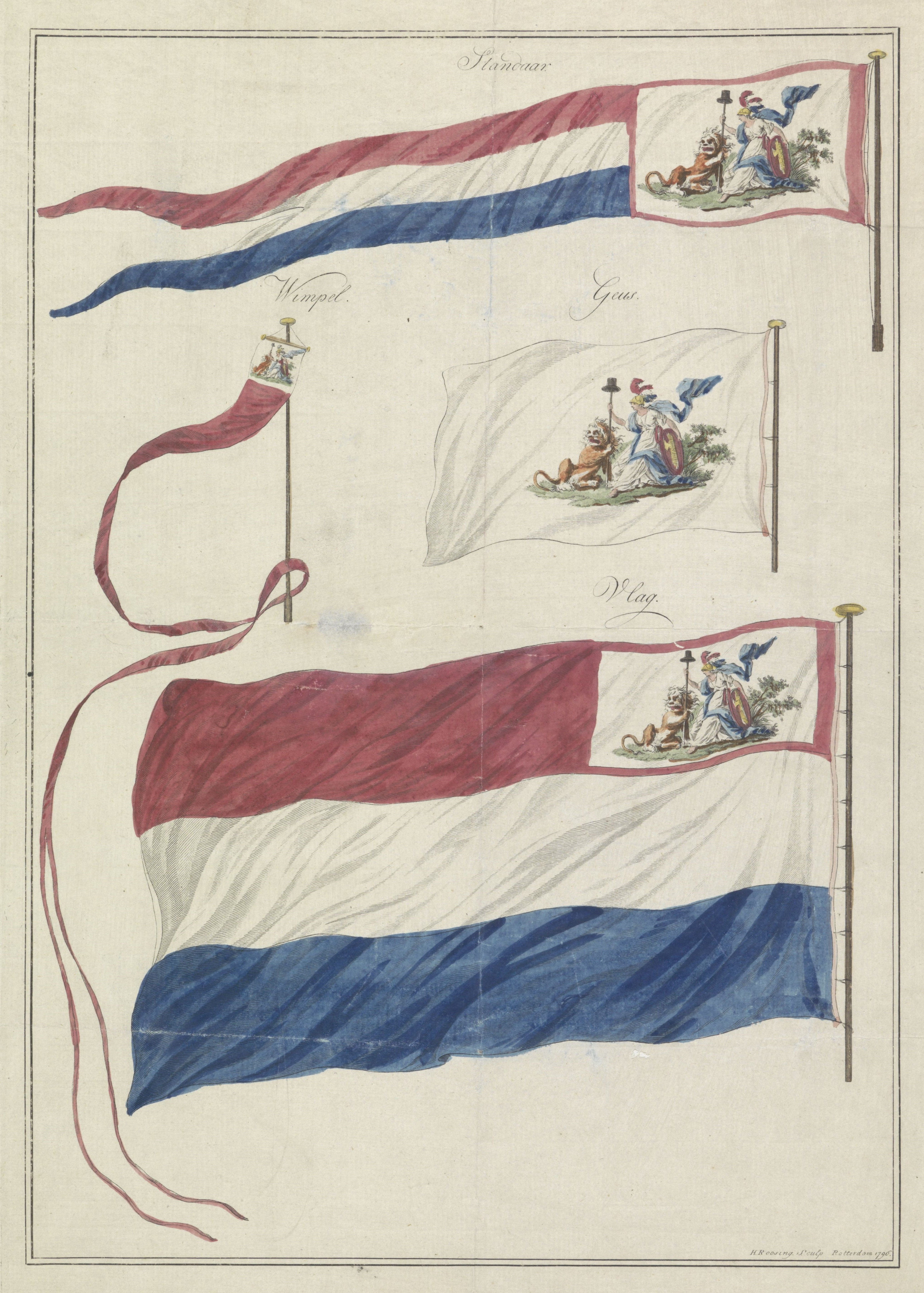
Vlaggen van de Bataafse Republiek

Wolterbeek was aanvankelijk bestemd om predikant te worden en bezocht daartoe het gymnasium in Zutphen maar de zeedienst trok hem aan. Hij werd op 1 maart 1782 eerst geplaatst als cadet op het schip Schiedam, waarmee hij een kruistocht om de Noord deed, en daarna, in maart 1783, als luitenant titulair op het fregat Bellona, waarover een vriend van zijn vader, kapitein Martinez, het bevel voerde. Wolterbeek bezocht daarmee West-Indië en keerde in 1785 terug, waarop hij werd bevorderd tot luitenant effectief. In 1789 vertrok hij met het fregat Bellona naar Oost-Indië. Aldaar woonde hij in 1791 een expeditie bij tegen Goran, een eilandje zuidoostelijk van Ceram, veroverde daar een hoofdversterking en plaatste daarop eigenhandig de Hollandse vlag. In 1793 werd hij benoemd tot eerste officier van het wachtschip de Spion, dat gelegen was voor Bath. Een Frans flottielje was de Schelde opgevaren en had de neutraliteit geschonden. Het lag nu voor Fort Lillo geankerd. Wolterbeek verraste met een nachtelijke expeditie in 7 sloepen de Franse brik St. Lucie en een gewapend gaffeljacht, waarvan de bemanningen zich spoedig overgaven. Zijn sloep werd daarbij de grond in geschoten en hij moest met de bemanning in een andere sloep overspringen. Hoewel hij toen een van de jongeren was werd hij door zijn medeofficieren aanbevolen om het bevel op de brik te voeren.

### Napoleontische oorlogen
Wolterbeek werd in december 1794 als eerste officier aan boord van het schip Brakel naar Oost-Indië gezonden ter begeleiding van een konvooi koopvaardijschepen. Er werd, doordat in Nederland de omwenteling was uitgebroken, in Plymouth embargo op de schepen gelegd, dat in 1796 eindigde met finale confiscatie der schepen, terwijl de equipage krijgsgevangen werd gemaakt. Wolterbeek werd echter op parool ontslagen en vertrok naar Nederland. Na ernstige overwegingen ging hij bij het nieuwe korps van zeeofficieren van de Bataafse Republiek over. Omdat hij nog op parool was kreeg hij het bevel over het wachtschip te Amsterdam en werd benoemd in een commissie om de verdediging der kusten van Hoek van Holland tot Texel en het Vlie te regelen. In 1799 werd hij op 33-jarige leeftijd bevorderd tot kapitein-ter-zee en belast met het commando over het linieschip Joan de Wit. Dit schip behoorde tot het eskader onder viceadmiraal de Winter, later onder viceadmiraal Hartsinck en Wolterbeek bewees verschillende diensten tot 1802. Omdat er geen geregelde wetenschappelijke opleiding voor adelborsten bestond kreeg Wolterbeek de opdracht er een te stichten. In 1803 werd het fregat Euridice daarvoor als opleidingsschip aangewezen en Wolterbeek daarover als commandant aangesteld. Later werd de Utrechtse hoogleraar J.F.L. Schröder als directeur van de studies benoemd.
Door het uitbreken van de oorlog kwam van het naar zee gaan niets terecht. Het fregat werd te Hellevoetsluis gestationeerd en Wolterbeek kreeg daar het bevel over de zeemacht in de monden van de Maas. In 1805 werd de opleiding der adelborsten naar Fijenoord aan de wal verplaatst. Intussen werd in 1806 Holland een Koninkrijk onder Lodewijk. Wolterbeek trok zich wegens ziekte terug op het door hem aangekochte landgoed Bronkhorst in Gelderland en hield zich daar met de landbouw bezig. In de tussentijd gaf hij ook advies tot de samenstelling van een korps kanonniers voor de vloot, dat later werd opgevolgd. In 1808 was hij weer gereed voor de dienst en werd hij benoemd tot eskader-brigadier en commandant van een flottielje ter verdediging van de Zeeuwse rivieren tegen Engeland. Een aanbod dat hij kreeg om tot adjudant van Koning Lodewijk te worden benoemd werd door Wolterbeek afgeslagen. Op 13 juli 1810 volgde de inlijving van Nederland door Napoleon.

### Nederlands-Indië

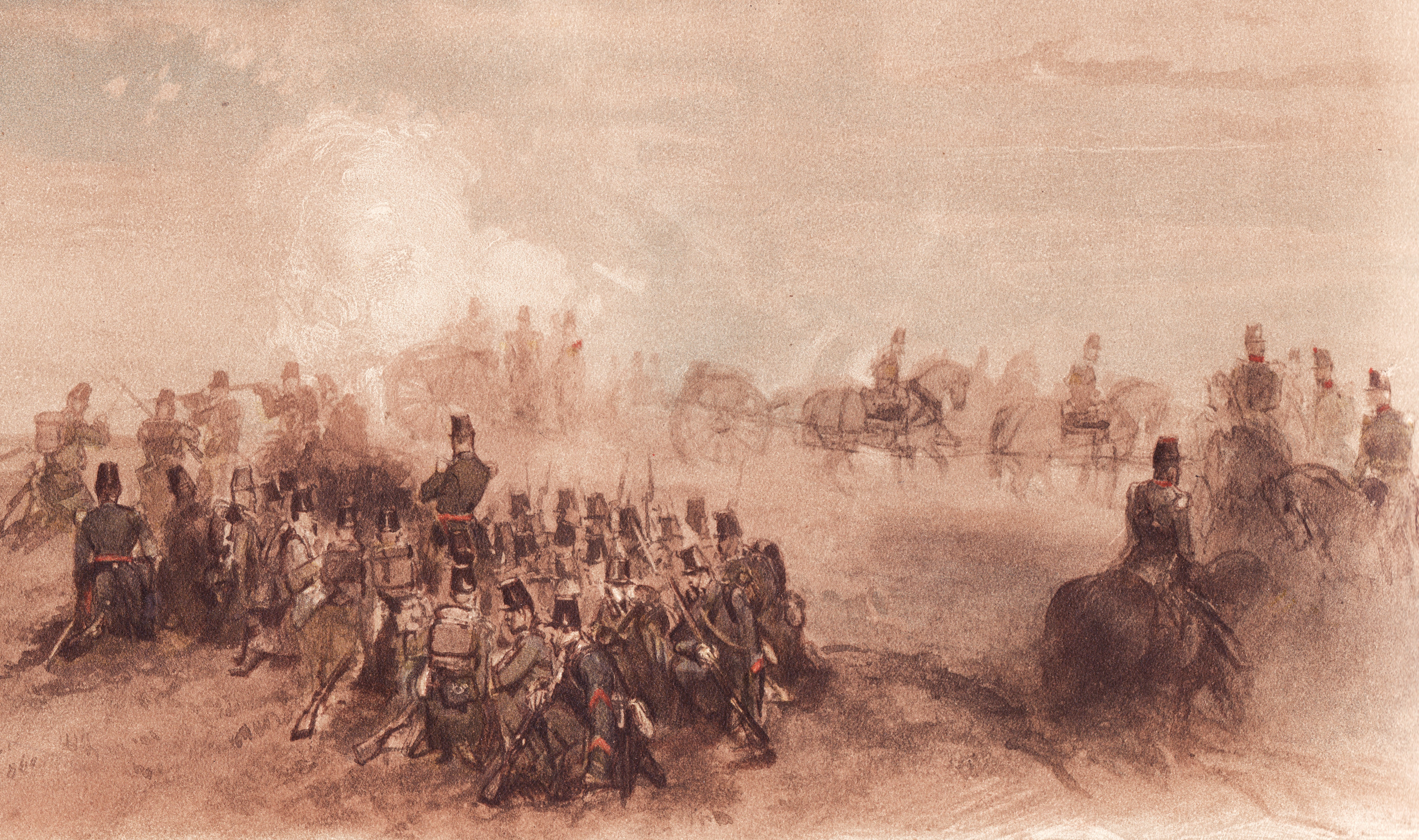
Batterij veldartillerie tijdens de expeditie naar Palembang

Hoewel Wolterbeek naar Parijs werd gezonden om hulde aan Napoleon te bewijzen, voelde hij er weinig voor om onder Frankrijk dienst te doen en vroeg, onder voorwendsel van gezondheidsredenen, zijn ontslag uit de dienst. Ook een aanbod om benoemd te worden tot schout-bij-nacht sloeg hij af. Hij ging weer aan de slag op het landgoed Bronkhorst en zich aan de landbouw wijden. Eind 1813, onder Koning Willem I, trad hij weer in dienst. Hij werd toen belast met de overname van het marinematerieel te Nieuwe Diep van admiraal Ver Huell. Op 11 juni 1814 werd hij bij een nieuw opgericht marinekorps commandant van de brede wimpel. Bij de terugkeer van Napoleon uit Elba werd Wolterbeek benoemd tot commandant van een flottielje op de rivier voor Gorinchem, Willemstad en Hellevoetsluis en vertrok op 16 maart 1817 met zijn linieschip Admiraal Tromp naar Oost-Indië ter opvolging van zijn benoeming van commandant der zeemacht aldaar. Onderweg werd hij bevorderd tot schout-bij-nacht. In Indië aangekomen werd hij benoemd tot commissaris ter overneming van het schiereiland Malakka van de Engelsen. Deze moeilijke taak werd door Wolterbeek met veel beleid en onder vele moeilijkheden met Engeland ten uitvoer gebracht. Op 13 februari 1819 werd Singapore door de Engelsen bezet. Harde maatregelen werden echter door Wolterbeek ontraden en het einde was dat op zijn advies Malakka werd geruild tegen Padang en Benkoelen, die nog in Engelse handen waren.

### Bevelhebber van een eskader
Door stokerijen van Engeland was de sultan van Palembang tegen het Nederlandse gezag opgestaan. Aan Wolterbeek werd het opperbevel opgedragen van een expeditie, die op 20 augustus 1819 van Padang vertrok. Men vond de toegangen der rivieren echter dusdanig versterkt dat de expeditie moest worden opgegeven en men op 1 mei 1820 te Batavia terugkeerde. De vermoeienissen hadden Wolterbeeks gezondheid echter ernstig geschokt; hij bracht nog advies uit voor een tweede expeditie naar Palembang (die slaagde) en keerde op 8 augustus 1821 weer in Holland terug. Hij bleef vervolgens drie jaar op non-activiteit en werd daarna benoemd tot bevelhebber van het permanente eskader in de Middellandse Zee, als opvolgen van schout-bij-nacht H. A. Ruysch. Hierheen vertrok hij op 11 mei 1824 met Port Mahon op het eiland Menorca als verzamelplaats. Zijn vlaggenschip was Zr.Ms. Holland, onder kapitein-ter-zee G.A. Pool. Moeilijkheden met de dey van Algiers, waarbij Nederland dreigde met een oorlog, werden opgelost en ook onenigheden met Tripoli werden door Wolterbeek afdoende geregeld. Op zijn aandrang gaf de dey van Algiers de vrijheid aan een tiental Spaanse gevangenen, waarvoor hij de dank van de Spaanse regering verwierf. In 1826 regelde hij de moeilijkheden met Tunis; hierbij werd een schot op hem gelost door opgewonden volk aan de wal. In september 1828 kwam hij na een vierjarig verblijf weer in Nederland terug.

### Latere loopbaan
Al dadelijk na terugkeer werd Wolterbeek benoemd tot lid van een staatscommissie ter bepaling van de sterkte van de zeemacht in tijden van oorlog en vrede. In 1829 werd hij benoemd tot directeur en commandant van het hoofddepartement Zuiderzee. Hij ging nu wonen in het voor hem bestemde huis op de Rijkswerf te Amsterdam om aldaar beter toezicht te kunnen houden. Op 25 december 1829 werd prins Frederik belast met het opperbestuur over de Departementen van Marine en van Oorlog. Wolterbeek werd aangesteld als directeur-generaal van Marine en nam daartoe op 1 januari 1830 de portefeuille van Minister Elout over. Omdat Prins Frederik het tijdens de Belgische omwenteling erg druk had met zaken elders berustte de verantwoording voor de marinezaken meestal bij de directeur-generaal. Op 23 maart 1831 werd Wolterbeek bevorderd tot viceadmiraal. De voornaamste werken die onder zijn bestuur werden verricht bestonden uit het geschikt maken en betonnen van het zeegat van Brouwershaven, het verbeteren der kustverlichting, de organisatie van de dan ontluikende stoomvaart, het bouwen van een marinehospitaal en een marinierskazerne in Willemsoord ter vervanging van oude hospitaal- en kazerneschepen, het weer geschikt maken van het droogdok te Vlissingen en nog vele andere zaken.
In 1837 werd Wolterbeek benoemd tot honorair lid van het Provinciaal Utrechts Genootschap van Kunsten en Wetenschappen en in 1840 werd hem op 70-jarige leeftijd eervol ontslag verleend als directeur-generaal. In 1844 werd hij als viceadmiraal gepensioneerd, na een 62-jarige dienst bij de Marine. Op 23 mei 1845 werd hij door een beroerte getroffen en overleed aan de gevolgen.

## Onderscheidingen
- Militaire Willems-Orde
  - Commandeur
  - Ridder derde klasse op 20 februari 1816[1]
- Ridder in de Orde van de Unie op 1 januari 1807[2]
- Ridder in de Orde van de Reünie op 7 maart 1812[2]
- Commandeur in de Orde van de Nederlandse Leeuw in 1840[2]

- Biografisch Portaal: 20509011
- Digitale Bibliotheek voor de Nederlandse Letteren: wolt018
- Gemeinsame Normdatei: 129917257
- International Standard Name Identifier: 0000 0000 5149 5948
- Library of Congress Control Number: nb2005020349
- Nederlandse Thesaurus van Auteursnamen: 186079184
- Parlement.com: vg09llszqeqx
- Virtual International Authority File: 42930710
- WorldCat: E39PBJgH9gBHPWBM8jCPcRQTHC